# 7531 Пекореллі
7531 Пекореллі (7531 Pecorelli) — астероїд головного поясу, відкритий 24 вересня 1994 року.
Тіссеранів параметр щодо Юпітера — 3,552.